# Melanochyla castaneifolia
Melanochyla castaneifolia är en sumakväxtart som beskrevs av Ding Hou. Melanochyla castaneifolia ingår i släktet Melanochyla och familjen sumakväxter. Inga underarter finns listade i Catalogue of Life.